# Thermanaeromonas
Thermanaeromonas è un genere di batterio appartenente alla famiglia delle Thermoanaerobacteriaceae.